# Спрінгфілд (Луїзіана)
Спрінгфілд (англ. Springfield) — місто (англ. town) в США, в окрузі Лівінгстон штату Луїзіана. Населення — 427 осіб (2020).

## Географія
Спрінгфілд розташований за координатами 30°25′32″ пн. ш. 90°32′40″ зх. д. / 30.42556° пн. ш. 90.54444° зх. д. (30.425543, -90.544401).  За даними Бюро перепису населення США в 2010 році місто мало площу 3,63 км², уся площа — суходіл.

## Демографія

### Перепис 2010
Згідно з переписом 2010 року, у місті мешкало 487 осіб у 196 домогосподарствах у складі 141 родини. Густота населення становила 134 особи/км².  Було 214 помешкання (59/км²).
Расовий склад населення:
| - 94,3 % — білих - 4,7 % — чорних або афроамериканців |

До двох чи більше рас належало 1,0 %. Частка іспаномовних становила 0,6 % від усіх жителів.
За віковим діапазоном населення розподілялося таким чином: 22,4 % — особи молодші 18 років, 60,6 % — особи у віці 18—64 років, 17,0 % — особи у віці 65 років та старші. Медіана віку мешканця становила 40,9 року. На 100 осіб жіночої статі у місті припадало 99,6 чоловіків;  на 100 жінок у віці від 18 років та старших — 90,9 чоловіків також старших 18 років.
Середній дохід на одне домашнє господарство  становив 52 423 долари США (медіана — 46 875), а середній дохід на одну сім'ю — 63 155 доларів (медіана — 53 438). За межею бідності перебувало 15,1 % осіб, у тому числі 17,6 % дітей у віці до 18 років та 23,0 % осіб у віці 65 років та старших.
Цивільне працевлаштоване населення становило 185 осіб. Основні галузі зайнятості: освіта, охорона здоров'я та соціальна допомога — 26,5 %, роздрібна торгівля — 16,2 %, мистецтво, розваги та відпочинок — 11,9 %, будівництво — 10,3 %.

### Перепис 2000
За даними перепису 2000 року населення становило 395 осіб, в місті проживало 115 сімей, знаходилося 162 домашніх господарства та 185 будови з щільністю забудови 51,0 будови на км². Густота населення 282,4 осіб на км². Расовий склад населення: білі — 96,2 %, афроамериканці — 2,03 %, азіати — 0,25 %, представники змішаних рас — 1,52 %.
Середній дохід на домашнє господарство становив $28 125 USD, середній дохід на сім'ю $48 750 USD. Чоловіки мали середній дохід $35 536 USD, жінки $21 667 USD. Питома дохід на душу населення становив $17 075 USD. Близько 19,0 % сімей та 20,8 % населення розташовані за межею бідності, включаючи 35,2 % молоді (до 18 років) та 15,6 % престарілих (старше 65 років).